# Worek (ornitologia)

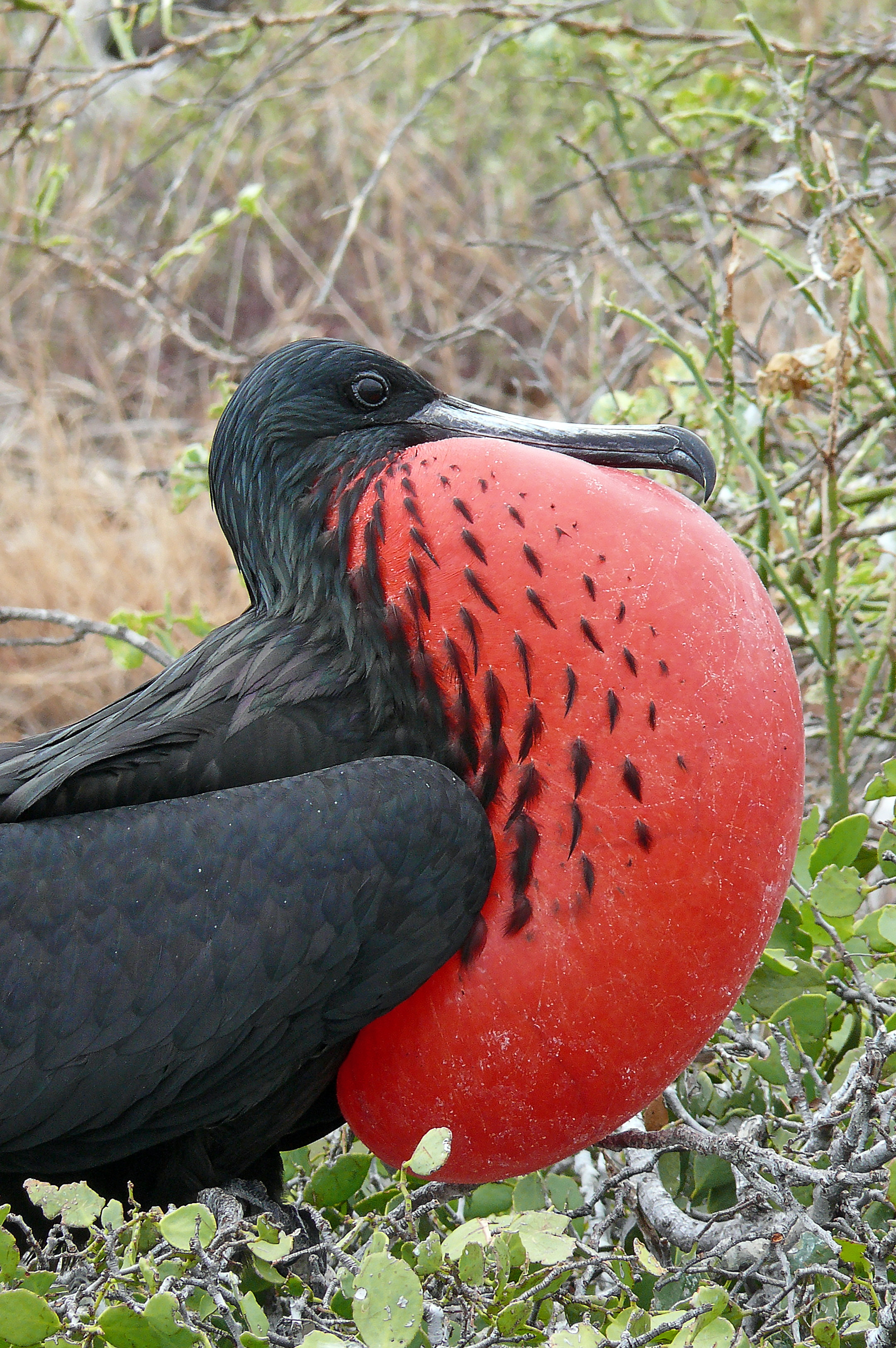
Worek u tokującego samca fregaty wielkiej

Worek (tora, kieszeń) – worek skórny pod dziobem niektórych ptaków, np. pelikanów, fregat, kormoranów. W zależności od gatunku mniej lub bardziej widoczny. Samce fregat swojego krwistoczerwonego worka używają do toków.